# Mont-de-Marsan Agglomération
Die Mont-de-Marsan Agglomération ist ein französischer Gemeindeverband mit der Rechtsform einer Communauté d’agglomération im Département Landes in der Region Nouvelle-Aquitaine. Sie wurde am 29. Dezember 1998 gegründet und umfasst 18 Gemeinden. Der Verwaltungssitz befindet sich in der Stadt Mont-de-Marsan.

## Mitgliedsgemeinden
| Gemeinde                     | Einwohner 1. Januar 2022 | Fläche km² | Dichte Einw./km² | Code INSEE | Postleitzahl |
| ---------------------------- | ------------------------ | ---------- | ---------------- | ---------- | ------------ |
| Benquet                      | 1.913                    | 29,33      | 65               | 40037      | 40280        |
| Bostens                      | 205                      | 7,66       | 27               | 40050      | 40090        |
| Bougue                       | 847                      | 21,96      | 39               | 40051      | 40090        |
| Bretagne-de-Marsan           | 1.626                    | 12,93      | 126              | 40055      | 40280        |
| Campagne                     | 1.025                    | 33,91      | 30               | 40061      | 40090        |
| Campet-et-Lamolère           | 518                      | 18,97      | 27               | 40062      | 40090        |
| Gaillères                    | 647                      | 14,04      | 46               | 40103      | 40090        |
| Geloux                       | 708                      | 51,70      | 14               | 40111      | 40090        |
| Laglorieuse                  | 603                      | 11,59      | 52               | 40139      | 40090        |
| Lucbardez-et-Bargues         | 564                      | 21,48      | 26               | 40162      | 40090        |
| Mazerolles                   | 670                      | 15,97      | 42               | 40178      | 40090        |
| Mont-de-Marsan               | 31.455                   | 36,88      | 853              | 40192      | 40000        |
| Pouydesseaux                 | 879                      | 34,09      | 26               | 40234      | 40120        |
| Saint-Avit                   | 691                      | 40,74      | 17               | 40250      | 40090        |
| Saint-Martin-d’Oney          | 1.356                    | 34,40      | 39               | 40274      | 40090        |
| Saint-Perdon                 | 1.729                    | 30,62      | 56               | 40280      | 40090        |
| Saint-Pierre-du-Mont         | 9.996                    | 26,25      | 381              | 40281      | 40280        |
| Uchacq-et-Parentis           | 610                      | 38,58      | 16               | 40320      | 40090        |
| Mont-de-Marsan Agglomération | 56.042                   | 481,10     | 116              | –          | –            |